# Union nationale des artistes d'Ukraine
L'Union nationale des artistes d'Ukraine (en ukrainien : Спілка художників України ; Spilka khudozhnykiv Ukrainy) est un organisme fondé en 1938, spécifiquement ukrainien, regroupant des artistes professionnels et des critiques d'art. Cette association comprend des peintres, des graphistes, des sculpteurs, des maîtres de l'art décoratif et des critiques d'art. Son siège est à Kiev, la capitale de l'Ukraine.

## Historique
L'Union nationale des artistes d'Ukraine est la seule organisation officielle d'artistes et de spécialistes de l'art qui existe en Ukraine soviétique après l'interdiction par le Parti de toutes les autres organisations artistiques en 1932. À la place des associations antérieures est mis en place le comité unique de l'Union des artistes soviétiques d'Ukraine, officiellement fondée en 1938 lors de son premier congrès. Les congrès suivants ont lieu tous les cinq ou six ans à partir de 1956. Cette association est divisée en neuf domaines distincts : peinture, sculpture, conception d'affiche, art graphique art décoratif à grande échelle arts appliqués, conception artistique, scénographie et commandes (critique d'art et bourse d'art). Le Fonds d'art de la RSS d'Ukraine est administré par cette organisation ; le syndicat corrélatif est divisé en vingt organisations régionales, chacune ayant compétence sur les créations dans son domaine particulier.
En 1983, l'effectif combiné au sein du syndicat est de 2 200 personnes. À la fin des années 1980, l'Union s'affranchit du contrôle par le Parti et n'impose plus le réalisme socialiste comme seule possibilité d'approche artistique. D'ailleurs, de nombreux artistes talentueux ukrainiens n'ont jamais été membres de l'Union. En 1998, l’Union obtient le statut d’Union nationale et change son nom en Union nationale des artistes d’Ukraine. L'Union est toujours active au XXIe siècle et organise régulièrement à la Maison centrale des artistes de Kiev des expositions pour le grand public. Depuis 1991, l'Union nationale des artistes d'Ukraine publie également un magazine trimestriel illustré, Fine Art, qui met en lumière l'état moderne, l'histoire, la théorie, la méthodologie, l'esthétique et les pratiques des beaux-arts en Ukraine.

## Reconnaissance de l'Union
Le 7 septembre 1939, la RSS d'Ukraine approuve le statut de l'Union des artistes soviétiques d'Ukraine. La charte du syndicat définit son statut d'organisation bénévole de travailleurs des beaux-arts sur le territoire de la RSS d'Ukraine (peintres, graphistes, sculpteurs, artistes de théâtre, maîtres d'art populaire), ainsi que des personnes menant des recherches et des travaux critiques dans ce domaine reconnu. En 1998, l'Union obtient le statut national,.
À l'initiative de l'Union nationale des artistes d'Ukraine et d'autres syndicats créatifs ukrainiens, la loi sur les créateurs artistiques professionnels et les syndicats de création est modifiée.

## Journée des artistes
Un jour férié professionnel est institué, la « Journée des artistes », qui est dédiée à l'art.

## Congrès
L'Union est fondée en 1938 sous le nom de l'Union des artistes soviétiques d'Ukraine, et comme branche de l'Union des artistes de l'URSS dont elle constitue la branche spécifique à la République d'Ukraine. La fondation est précédée de cinq ans de travaux préparatoires par un comité d'organisation spécial établi en 1933 à Kharkiv, qui était alors la capitale de la RSS ukrainienne. Le premier congrès s'est tenu à Kharkiv, les autres se sont tenus à Kiev.
Congrès
- 1er congrès, Kharkiv, 1938
- 2e congrès, Kiev, 1956
- 3e congrès, Kiev, 1962
- 4e congrès, Kiev, 1968
- 5e congrès, Kiev, 1973
- 6e congrès, Kiev, 1977
- 7e congrès, Kiev, 1982

## Présidents successifs
Les présidents de l'Union depuis sa création en 1938 sont indiqués dans la liste suivante :
| Présidents                      | Années        |
| ------------------------------- | ------------- |
| Ivan Vasilyevich Boichenko      | (1938-1941)   |
| Oleksandr Sofonovich Pashchenko | (1941–1944)   |
| Vassili Kassiane                | (1944–1949)   |
| Oleksiy Chovkounenko,           | (1949–1951)   |
| Mikhail Ivanovich Khmelko       | (1951–1955)   |
| Mykhailo Derehus                | (1955–1962)   |
| Vasyl Borodai                   | (1968-1982)   |
| Oleksander Skoblykov            | (1982–1983)   |
| Oleksandr Lopukhov              | (1983-1989)   |
| Volodymyr Chepelyk              | (élu en 1990) |

## Sources
- Lobukhov OM Union des artistes d'Ukraine // Encyclopédie soviétique ukrainienne en 12 volumes. MP Bazhan; redkol .: OK Antonov, etc. - 2ème type. - K. : Édition principale de l'URE, 1983. - T. 10 : Salyut - Stohiviz. - 543, [1] p., [36] arch. Il. : ill., table, port, cartes + 1 arc s. - p. 461.
- 70e anniversaire de l'Union nationale des artistes d'Ukraine / redkol .: Chepelyk VA et autres. ; Ordre: Voloshchuk IM, Bokovnya OV - Kyiv : Nationale. union maigre[pas clair]. Ukraine, 2009. - 504 p.